# 산딸기 (1957년 영화)
《산딸기》(스웨덴어: Smultronstället)는 1957년 스웨덴에서 개봉한 잉마르 베리만 감독의 영화이다. 빅토르 셰스트룀이 출연했다.
세속적인 의미에서 공명을 이룬 한 노인의 '내부의 인생'을 추구하고 그 한많은 일생에 힘차게 육박함으로써 '인생이란 무엇인가'라는 근본 문제와 대결한 걸작이다. 《산딸기》는 주인공이 사랑한 소녀 사라가 따고 있던 것인데 거기에 주인공의 허무했던 청춘이, 그리고 인생이 상징된다. 서두의 꿈의 장면이 전위 영화적인 소걸작으로 되어 있는 것도 빠뜨려 놓을 수 없다. 베리만의 인생에 대한 생각이 가장 원숙한 형태로 제시된 명작이다.

## 줄거리
78세의 노의사 이삭 볼르이(쇠스트룀)는 다년간 의학에 헌신한 공적으로 명예박사의 칭호를 받게 된다. 명예박사 학위 수여식에 참석하기 위해 며느리 마리안네(추린)와 더불어 자동차를 타고 룬도로 떠나나 도중에 그의 뇌리에는 사라(안데르손)에 대한 사랑의 열매를 맺지 못한 청춘의 회한을 비롯하여 과거의 사건들이 꼬리를 물고 되살아난다.

## 배역
- 빅토르 셰스트룀 - 이삭 브로그
- 비비 안데르손 - 사라 / 1957년 현재의 소녀 사라
- 잉리드 튜린 - 마리안
- 군나르 비에른스트란드 - 에발드 브로그
- 나이마 비프스트런드 - 이삭 어머니
- 율란 킨달 - 아그다
- 시프 루드 - 올가 숙모
- 거트루트 프리드 - 카린
- 군나르 쇼베르그 - 스텐 알만
- 군넬 린드블롬 - 샬롯타
- 페르 스요스트런드 - 지그프리드
- 비요른 브엘프벤스탐 - 빅토르
- 군넬 브로스트롬 - 알만 부인
- 폴케 선퀴스트 - 안데스

## KBS 성우진 (2007년 11월 11일)
- 안종국 - 이삭 브로그(빅토르 셰스트룀)
- 이용순 - 사라(비비 안데르손)
- 주희 - 마리안(잉그리드 튜린)
- 김규식 - 에발드 브로그(군나르 비요른스트란드)
- 박민아 - 보르그 부인 / 이삭 어머니(나이마 비프스트런드)
- 김순영 - 아그다(율란 킨달)
- 성병숙 - 올가 숙모(시프 루드) / 카린(거트루트 프리드) 외
- 송덕희 - 1957년 현재의 소녀 사라(비비 안데르손)
- 김익태 - 스텐 알만(군나르 쇼베르그)
- 전숙경 - 샬롯타(군넬 린드블롬)
- 변영희 - 지그프리드(페르 스요스트런드) / 빅토르(비요른 브엘프벤스탐)
- 서윤석 - 아론 외
- 안영아 - 알만 부인(군넬 브로스트롬) 외
- 김대중 - 안데스(폴케 선퀴스트) 외